# 鄭天祥
鄭 天祥（てい てんしょう、1922年6月28日 - 1990年8月19日）は、台湾のカトリック教会の大司教、ドミニコ会士である。洗礼名は「ヨセフ」。高雄教区司教を務めた。

## 経歴
- 1922年 - 6月28日、中国福建省福州市生まれ。
- 1952年 - 8月28日、司祭叙階。
- 1961年 - 3月21日、教皇ヨハネ23世により高雄教区初代の司教に任命、併せて大司教の称号が授けられる。同年5月21日、ローマで司教叙階。
- 1990年 - 8月19日、病気のため死去。